# 1949 en science
| Années de la science : 1946 - 1947 - 1948 - 1949 - 1950 - 1951 - 1952    |
| Décennies de la science : 1910 - 1920 - 1930 - 1940 - 1950 - 1960 - 1970 |

Cet article présente les faits marquants de l'année 1949 en science.

## Évènements
- 11 février : début du Projet Grudge (rancune en français), une étude de l'US Air Force, chargée d'étudier le phénomène OVNI[1].
- 14 juin : les États-Unis lancent de Holloman Air Force Base le macaque rhésus Albert II à bord d'une fusée V-2 à 134 km dans l'espace. Il devient le premier mammifère dans l'espace, mais décède au retour à cause d'un problème de parachute[2].

- Mise en évidence de la formation réticulée ascendante par les professeurs Horace Winchell Magoun (en) et Giuseppe Moruzzi (en)[3].
- L'ingénieur américain Edward Murphy formule sa célèbre Loi de Murphy[4].

### Sciences formelles

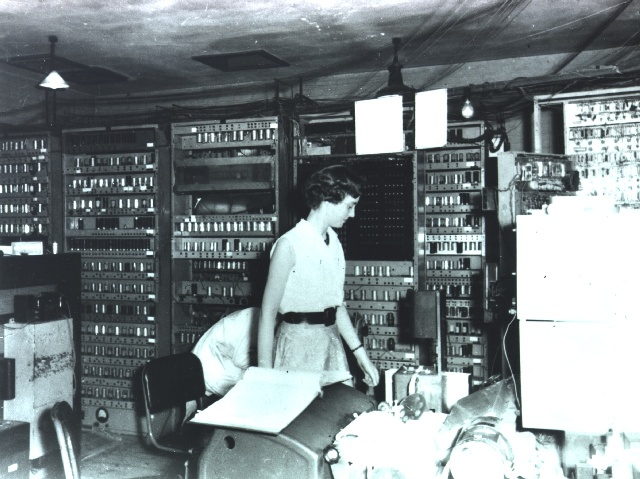
L'EDSAC opérationnel.

- 6 mai : l'EDSAC est mis en service à l’Université de Cambridge au Royaume-Uni. Il est considéré comme le « premier ordinateur électronique numérique à programme enregistré complet et opérationnel »[5]. Maurice Wilkes de l'Université de Cambridge invente le langage assembleur pour l'EDSAC[6].
- Août : l'EDVAC, un des tout premiers ordinateurs électroniques, est livré au Laboratoire en recherche balistique de l'US Army. Il n'est mis en service qu'en 1951[7].

### Sciences physiques
- 1er février[8]  : Freeman Dyson systématise l'équivalence des formulations de l'électrodynamique quantique (renormalisation)[9].
- 28 mars : lors d'une émission radio de la BBC, le physicien britannique Fred Hoyle invente le terme “Big Bang” pour tourner en dérision la théorie de formation de l'univers défendue par George Gamow[10].

- 1er mai : l'astronome Gerard Kuiper découvre Néréide, satellite de Neptune[11].

- 27 juin : l'astronome Walter Baade découvre l'astéroïde (1566) Icare[12].

- 1er juillet : le mathématicien américain Ernst G. Straus publie un article intitulé Quelques résultats de la théorie unitaire d'Einstein [13].
- 14 juillet : explosion de la première bombe atomique soviétique (information confirmée le 23 septembre par le président Truman.)[14].
- 20 novembre : l'équipe de chimistes menée par Bertrand Goldschmidt parvient à isoler un milligramme de plutonium extrait de l’uranium irradié dans la pile atomique Zoé au Centre d'étude du Bouchet[15].
- 19 décembre : découverte du berkélium (Bk), élément chimique de numéro atomique 97, par  Stanley G. Thompson (en), Glenn Theodore Seaborg, Kenneth Street, Jr. (en), et Albert Ghiorso à l'Université de Californie à Berkeley[16].
- 23 décembre : le chimiste américain Willard Frank Libby publie dans Science les premières datation des objets à l’aide du carbone 14, selon la méthode qu'il a mise au point[17].
- 27 décembre : le New York Times publie un article intitulé New Einstein theory gives a master key to the universe ( « La nouvelle théorie d'Einstein est la clé maîtresse de l'Univers » )[18].

### Technologie

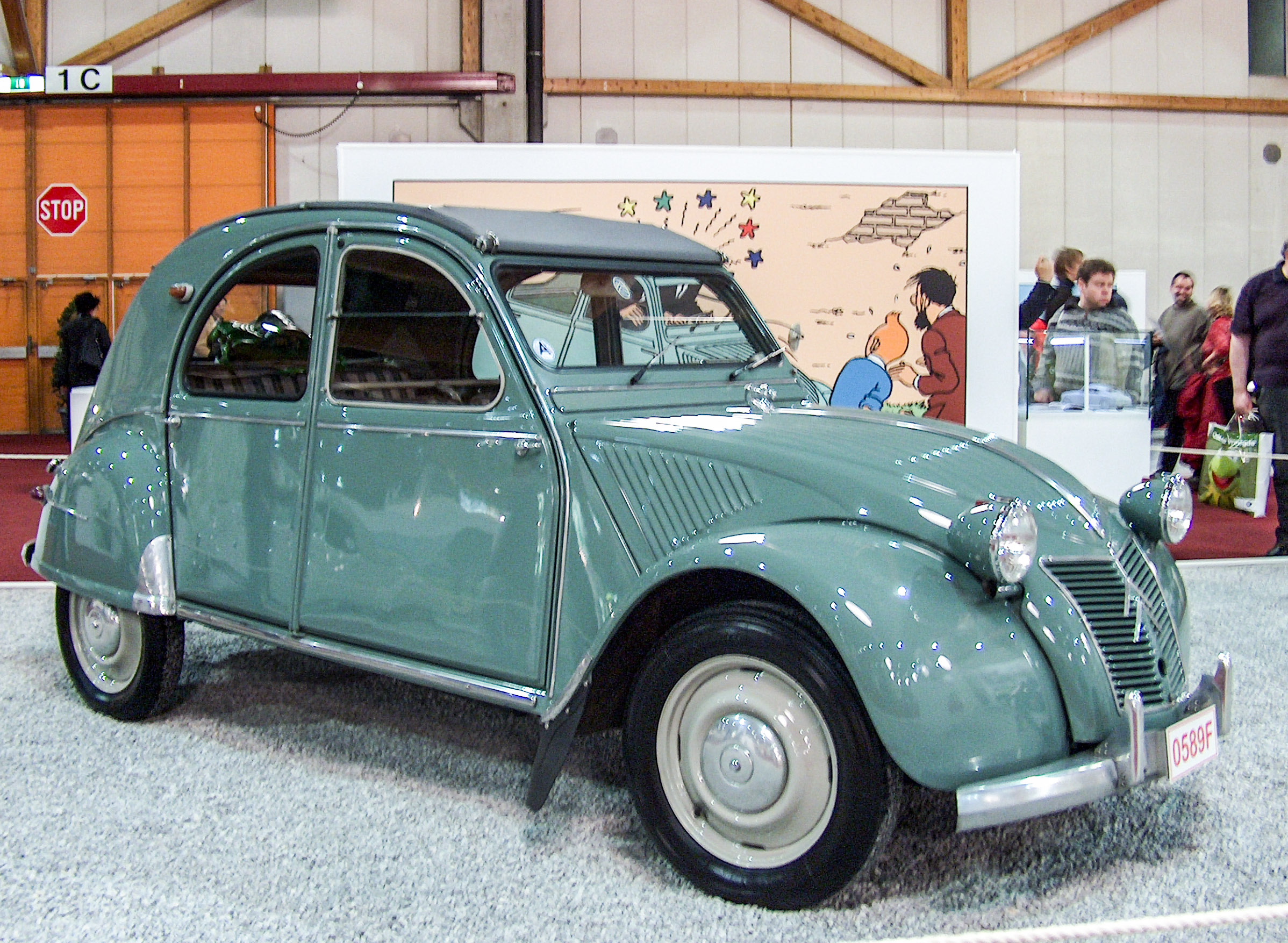
Citroën 2CV de 1949

- 31 mars : mise en marché du premier disque 45 tours par RCA Victor, Texarkana Baby du chanteur country Eddy Arnold[19]. La diffusion du microsillon remplace le 78 tours.
- 11 mai : début de la commercialisation de l’appareil Polaroïd[20].
- 11 juillet : la première 2 CV sort des usines Citroën[21].
- 26 septembre : l'ingénieur américain Joseph Zimmermann obtient un brevet pour l'invention du répondeur téléphonique, appelée Electronic Secretary[22].
- 29 décembre : la chaîne KC2XAK (en) de Bridgeport, au Connecticut, devient la première station de télévision sur la bande UHF (Ultra High Frequency)[23].

## Publications
- Herbert Butterfield : Origins of Modern Science.

- Konrad Lorenz : Er redete mit dem Vieh, den Vögeln und den Fischen, Borotha-Schoeler, Vienne, 1949.
- Frank Macfarlane Burnet : The Production of Antibodies (deuxième édition). Burnet et Frank Fenner émettent l'hypothèse du « soi contre non-soi » en immunologie.

- Gilbert Ryle : The Concept of Mind (« La Notion d'esprit »).

## Prix
- Prix Nobel

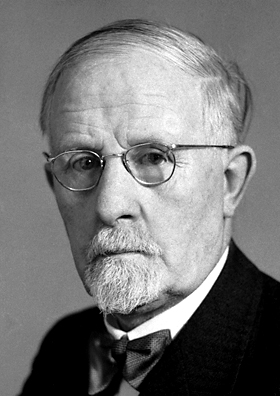
Walter Rudolf Hess

  - Physique : Hideki Yukawa (Japonais) pour sa découverte du méson.
  - Chimie : William Francis Giauque (américain né au Canada) pour ses travaux en thermodynamique chimique.
  - Physiologie ou médecine : Walter Rudolf Hess (Suisse, neurologie), Antonio Caetano De Abreu Freire Egas Moniz (Portugais, leucotomie préfrontale)

- Prix Lasker
  - Prix Albert-Lasker pour la recherche médicale fondamentale : André Cournand, William S. Tillett (en), L. Royal Christensen (en)
  - Prix Albert-Lasker pour la recherche médicale clinique : Max Theiler, Edward Calvin Kendall, Philip Hench

- Médailles de la Royal Society
  - Médaille Copley : George De Hevesy
  - Médaille Davy : Alexander Robert Todd
  - Médaille Hughes : Cecil Powell
  - Médaille royale : Rudolph Peters, George Paget Thomson
  - Médaille Sylvester : Louis Joel Mordell

- Médailles de la Geological Society of London
  - Médaille Lyell : William Joscelyn Arkell
  - Médaille Murchison : Ernest Masson Anderson
  - Médaille Wollaston : Robert Broom

- Prix Jules-Janssen (astronomie) : Bertil Lindblad
- Médaille Bruce (Astronomie) : Harold Spencer Jones
- Médaille Linnéenne : David Meredith Seares Watson

## Naissances

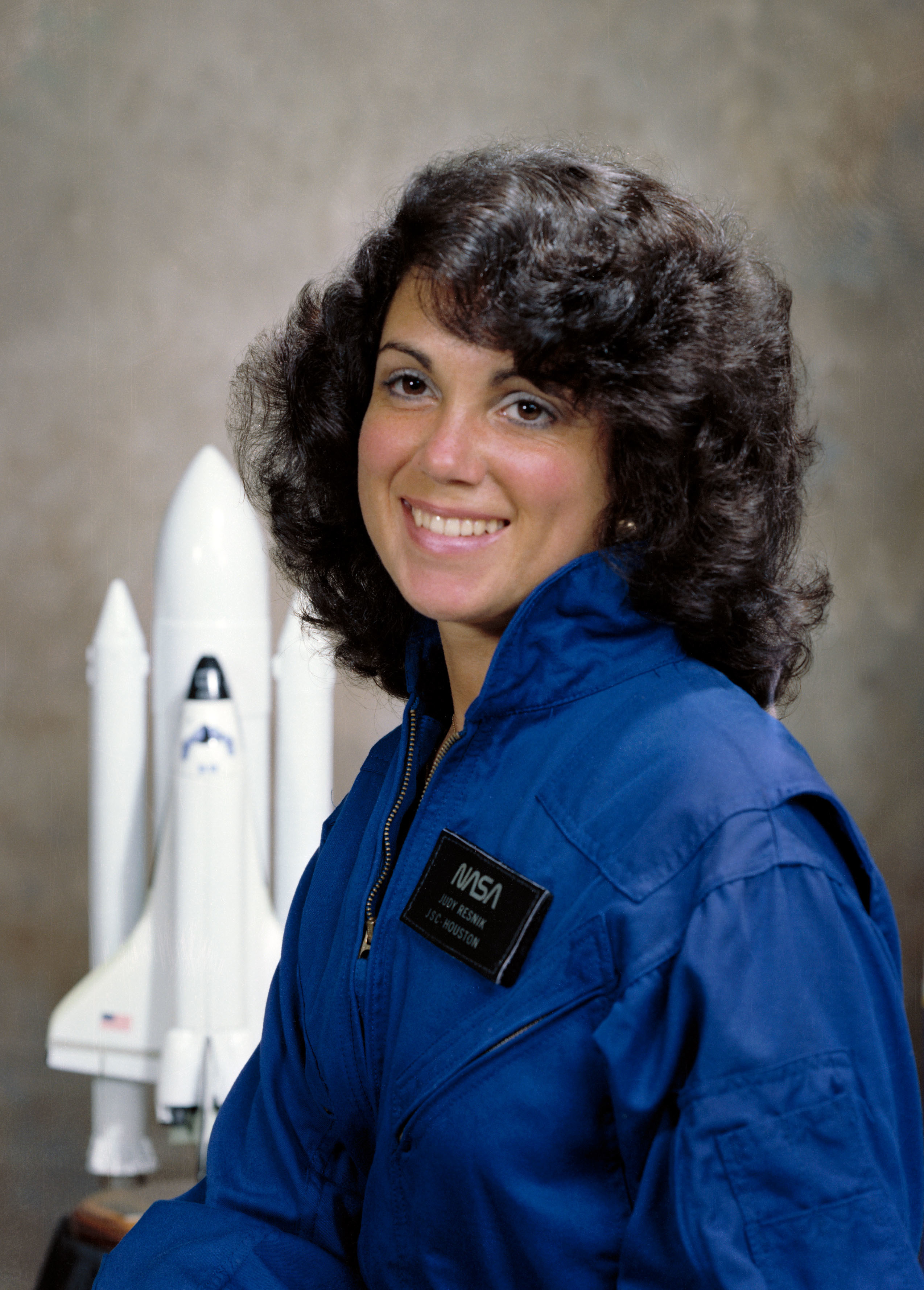
Judith Resnik

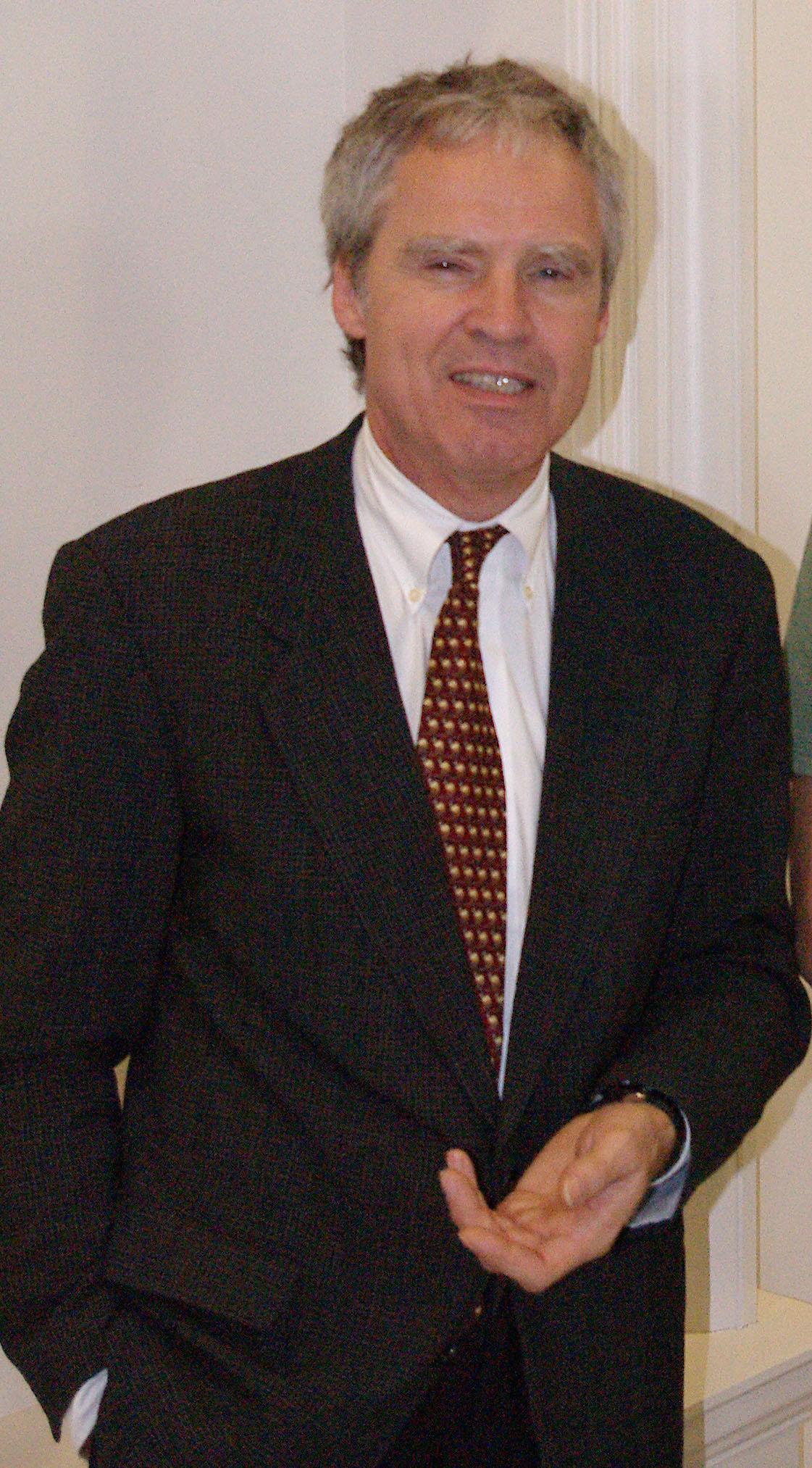
Horst Störmer

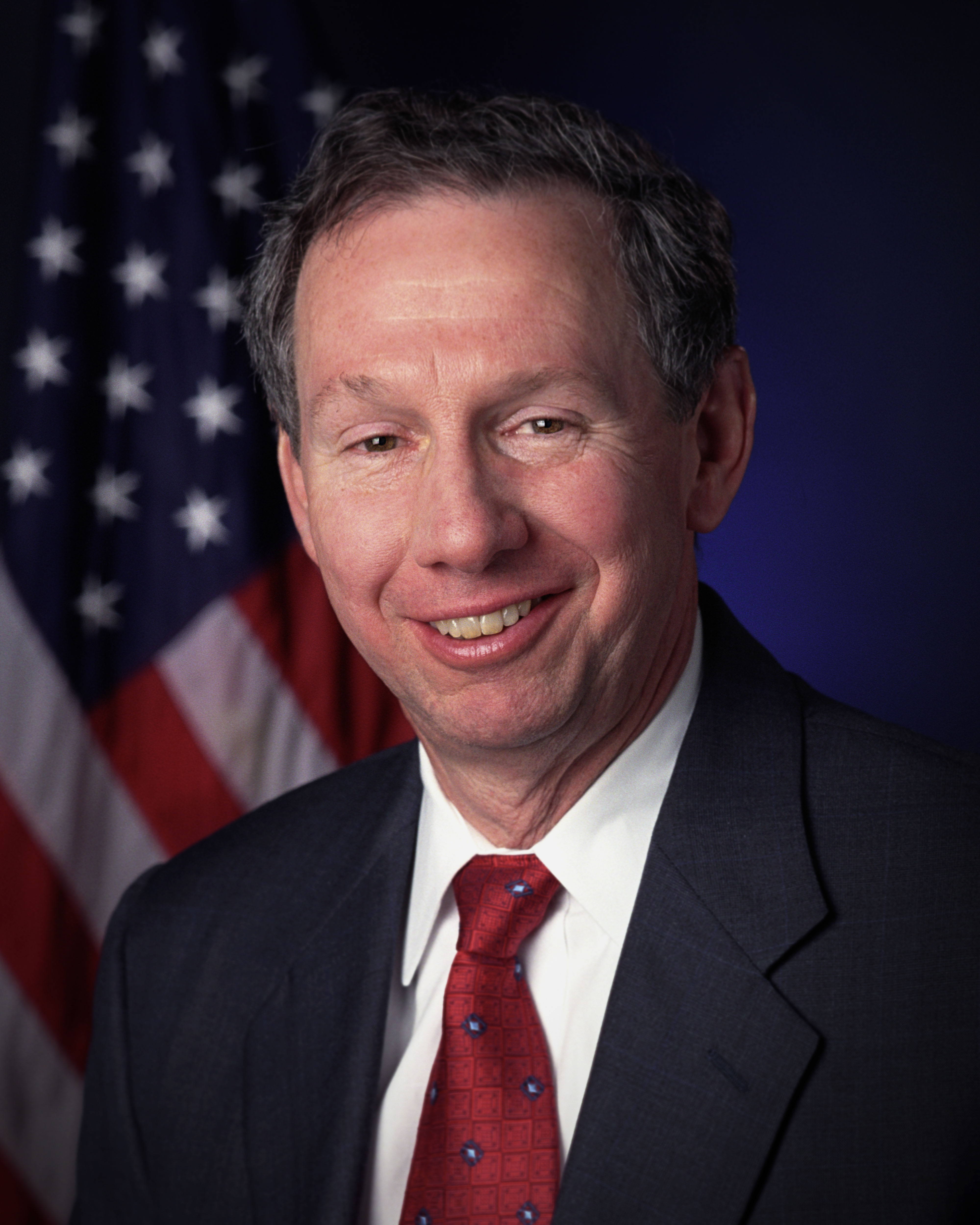
Michael Griffin

- 13 janvier : Rakesh Sharma, cosmonaute indien.
- 23 janvier : Robert D. Cabana, astronaute américain.
- 25 janvier : Paul Nurse, biochimiste britannique, prix Nobel de physiologie ou médecine en 2001.
- 30 janvier : Peter Agre, biologiste américain, prix Nobel de chimie en 2003.
- 19 février : Danielle Bunten Berry (mort en 1998), informaticien américain.
- 23 février : Marc Garneau, astronaute canadien.

- 3 mars :
  - Bonnie J. Dunbar, astronaute américaine.
  - James S. Voss, astronaute américain.
- 13 mars : Philip John Currie, paléontologue canadien.
- 26 mars : Milagros Palma, anthropologue franco-nicaraguayenne.
- 29 mars : Israël Finkelstein, archéologue israélien.

- 3 avril :
  - Anthony Grayling, philosophe et logicien britannique.
  - Michel Husson (mort en 2021), statisticien et économiste français.
- 5 avril : Judith Resnik (morte en 1986), astronaute américaine.
- 6 avril : Horst Störmer, physicien allemand, prix Nobel de physique en 1998.
- 13 avril : Jean-Jacques Favier, spationaute français.
- 17 avril : Ronald Evans, biologiste moléculaire américain.
- 19 avril : Joachim Sauer, chimiste et professeur d’Université allemand.
- 28 avril : Jay Apt, astronaute américain.

- 6 mai : David C. Leestma, astronaute américain.
- 9 mai : Oleg Iourievitch Atkov, cosmonaute soviétique.
- 15 mai : Frank L. Culbertson, Jr., astronaute américain.
- 22 mai : Elizabeth A. Thompson, statisticienne américaine d'origine britannique.
- 26 mai : Ward Cunningham, informaticien américain.

- 3 juin : Owen Beattie, professeur d'anthropologie canadien.
- 5 juin : Patrick De Wever, géologue français.
- 12 juin : Iouri Batourine, cosmonaute soviétique.
- 15 juin : Albert Tarantola (mort en 2009), géophysicien français.
- 19 juin : Philippe Descola, anthropologue français.
- 15 juillet : Philippe Aigrain (mort en 2021), informaticien français.
- 23 juillet : Andrew Odlyzko, mathématicien et informaticien américain d'origine polonaise.
- 26 juillet : William M. Shepherd, astronaute américain.

- 2 août : Bertalan Farkas, pilote de l'armée de l'air et spationaute hongrois.
- 21 août : Jacques Stern, cryptologue français.
- 24 août : Anna Fisher, astronaute américaine.
- 29 août : Igor et Grichka Bogdanoff.
- 31 août : H. David Politzer, physicien américain, prix Nobel de physique en 2004.

- 21 septembre : Kenneth Carpenter, paléontologue américain.
- 30 septembre : Michel Tognini, astronaute français.

- 1er novembre : Michael Griffin, physicien et ingénieur aérospatial américain.
- 8 novembre : Russell Alan Mittermeier, primatologue, herpétologiste et anthropobiologiste américain.
- 20 novembre : Kenneth D. Cameron, astronaute américain.

- 2 décembre : Sue Hendrickson, paléontologue américaine.
- 5 décembre : Bruce E. Melnick, astronaute américain.
- 18 décembre : David Johnston (mort en 1980), volcanologue américain.
- 20 décembre : Steven Vogt, astronome américain.
- 22 décembre : Olivier Faugeras, informaticien français.

- Michel Authier, mathématicien, philosophe et sociologue français.
- Leonidas John Guibas, mathématicien et informaticien américain.
- Andrew Hodges, mathématicien, physicien et auteur britannique.
- Robert Earl Jackson, astronome américain.
- Lilia Labidi, anthropologue, féministe et femme politique tunisienne.
- Masaru Mukai, astronome japonais.
- Osamu Muramatsu, astronome japonais.
- Josef Pieprzyk, cryptologue et professeur polonais.
- Peter Ward, paléontologue et professeur américain.
- Wo Weihan (mort en 2008), biochimiste et homme d'affaires chinois.

## Décès

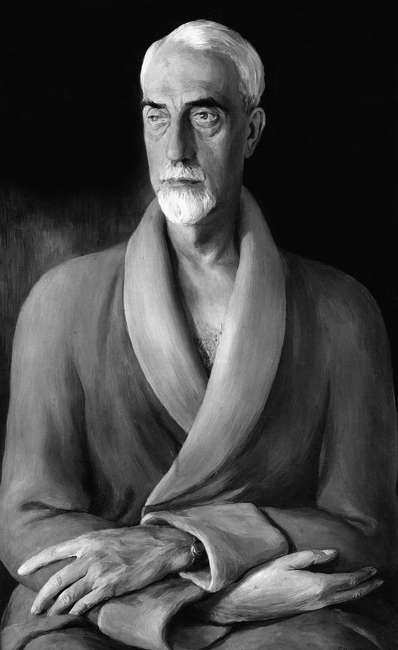
Ernest Fourneau

- 22 février : Henri Parmentier (né en 1871), archéologue français.
- 2 mars : Charles Cobb (né en 1875), mathématicien et économiste américain.
- 24 mars : Adolphe Bühl (né en 1878), mathématicien et astronome français.
- 30 mars : Friedrich Bergius (né en 1884), chimiste allemand.
- 31 mars : Augustin Boutaric (né en 1885), physicien et chimiste français.

- 11 mai : Adolf Naef (né en 1883), zoologiste et paléontologue suisse.
- 18 mai : Gulielma Lister (née en 1860), Mycologue britannique.
- 30 mai : Igor Vladimirovich Belkovich (né en 1904), astronome russe.

- 25 juillet : Alfred Rehder (né en 1863), botaniste américain d'origine allemande.

- 5 août : Ernest Fourneau (né en 1872), chimiste et pharmacologue français.
- 7 août : Percy Edward Newberry (né en 1869), égyptologue britannique.
- 31 août : André-Louis Debierne (né en 1874), chimiste français.

- 28 septembre :
  - Karl Sundman (né en 1873), astronome et mathématicien finlandais.

- 8 octobre : Leonor Michaelis (né en 1875), biochimiste et médecin allemand.

- 15 novembre : John Neville Keynes (né en 1852), économiste et logicien britannique.
- 20 novembre : Victor Auger (né en 1864), chimiste français.

- Abdessalam Mohammad Hussein, égyptologue égyptien[24].